# Onthophagus blackburni
Onthophagus blackburni là một loài bọ cánh cứng trong họ Bọ hung (Scarabaeidae).